# 科爾東德爾阿蘇夫雷火山
25°20′S 68°31′W / 25.333°S 68.517°W

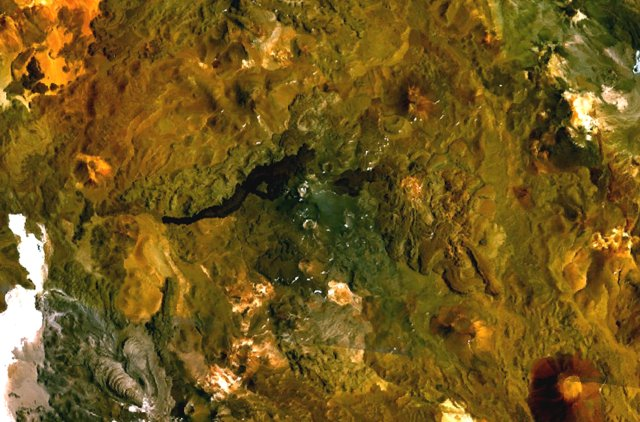

科爾東德爾阿蘇夫雷火山（西班牙語：Cordón del Azufre），是南美洲的火山，位於阿根廷和智利接壤的邊境，處於尤耶亞科山以南約50公里，屬於安第斯山脈的一部分，海拔高度5,463米。